# Catedral de São João Batista (Santa Cruz do Sul)
A Catedral São João Batista é uma igreja católica localizada na zona central do município de Santa Cruz do Sul, no estado brasileiro do Rio Grande do Sul. É o maior templo católico em estilo neo-gótico da América do Sul. Considerando ainda o estilo neogótico, a Catedral Metropolitana de São Paulo a supera em altura, com 82 metros.

## História

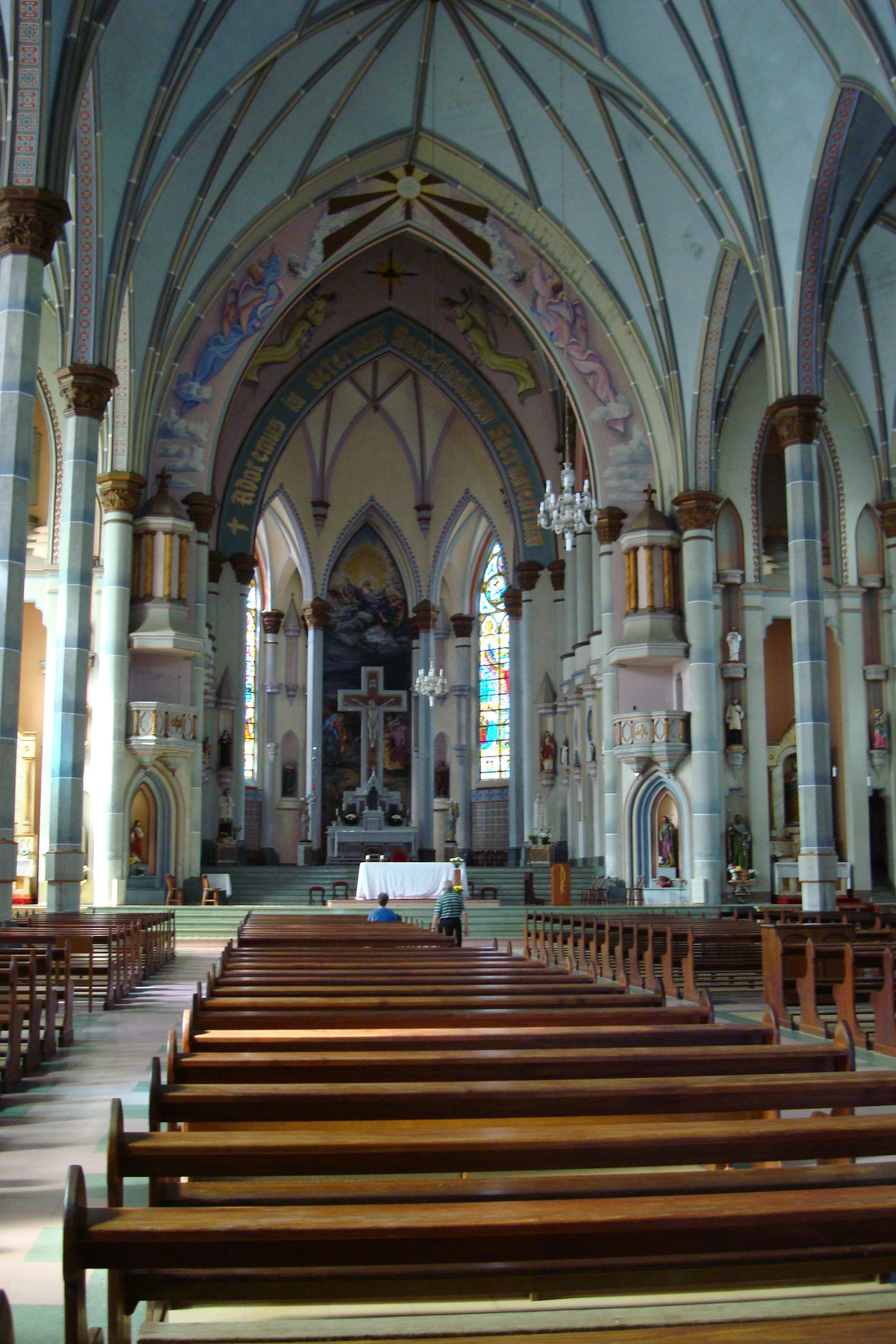
Interior

Em 1855 foi iniciada a edificação de uma capela católica no local onde hoje encontra-se a catedral, sob a orientação de Guilherme Lewis. A capela ficaria pronta apenas em 1863. O primeiro pároco da antiga capela foi Manoel J. da Conceição Braga.:7 À frente do local encontrava-se em 1854 a Praça de São Pedro, atual Praça Getúlio Vargas.
O início da construção da atual catedral deu-se em 1º de fevereiro de 1928 sob a orientação de Simão Gramlich, autor do projeto e posteriormente sob liderança do engenheiro Ernesto Matheis.
Em 2 de agosto de 1936 a igreja ficou pronta, mas o acabamento da obra só ocorreu em 1977 com a construção de duas torres maiores e 6 menores e a colocação do reboco do lado leste.
Desde 1959 com a criação da Diocese de Santa Cruz do Sul com jurisdição sobre diversos municípios, a igreja passou a chamar-se Catedral São João Batista. A primeira igreja católica foi construída em 1863, e o primeiro padre foi Manoel José da Conceição Braga em 1860.
A pintura existente atrás do altar chama-se "Grupo de Cruz" e teve sua primeira pintura por Arno Seer e posteriormente por Roman Riesch.
Os vitrais foram feitos por Albert Gottfrid Veit, Leopod Höpf, Joseph Veigel, Albert Joseph Georg Veit, Hans Veit e Albert Höpf empresa familiar Veit & Filhos, imigrantes alemães de 1913. O relógio foi montado por Eduardo Rieger e a porta, feita por Raul Koehler.